# Globus Konzervgyár
A Globus Konzervgyár a Globus Konzervipari Zrt. egykori gyártelepe Budapest X. kerületében a Maglódi út 47. alatt volt, ahol  2009 óta nem folyik termelés.  2019-ben ezen a címen a Globus lőtér található.

## Története
A gyártelep sörgyárnak épült 1913-ban, melyben a Fővárosi Serfőző Rt. működött. Építészek: A. Zimmermann (Freiburg), Havel Lipót, Gaál Bertalan. 1934-ben vásárolta meg a Dreher, majd 1949 után a konzerviparé lett.
A termelés 2009-ben szűnt meg, mikor a Globus Konzervgyár Zrt. eladta védjegyeit egy csehországi cégnek, és bezárta a gyárat. A Globus székháza ugyanakkor továbbra is a telep területén van.
A telep épületein jól látható az építtető Fővárosi Serfőző Rt. védjegye, egy kör alakú eozinmázas koszorúban „Véd-jegy Mátyás király” feliratú, Mátyás királyt ábrázoló profilkép, amit a pécsi Zsolnay porcelángyárban készítettek 1914 körül.

## Képtár

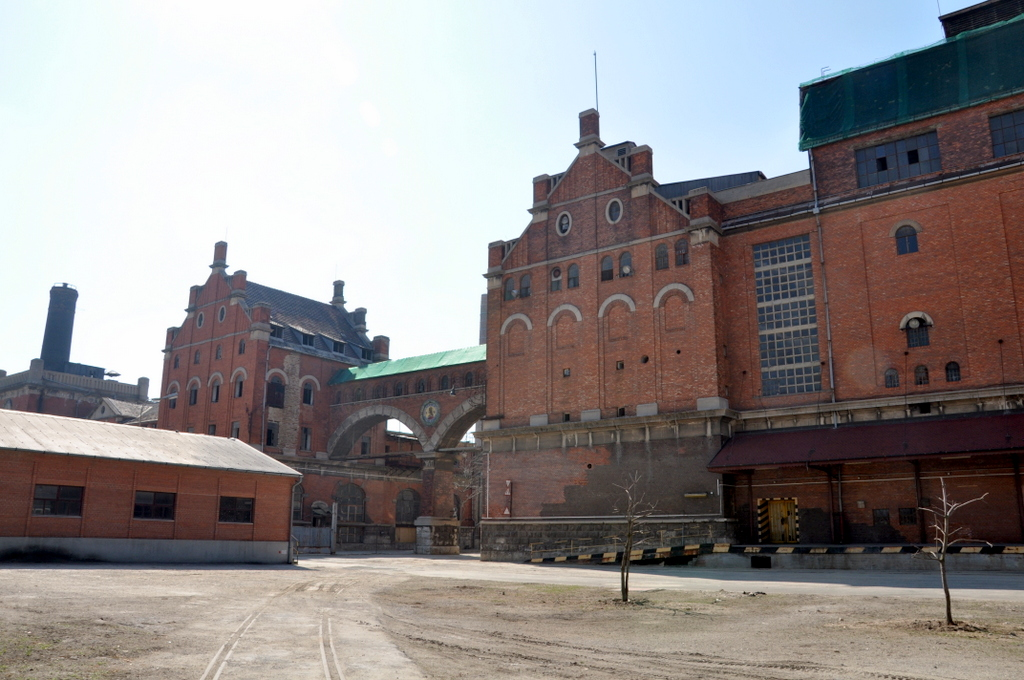
A gyártelep